# Folke Edwards
Folke Einar Edwards, född 9 mars 1930 i Shanghai, död 9 mars 2023 i Saltsjö-Boo i Nacka, Stockholms län, var en svensk museiman, konstkritiker och författare. Hans första dotter heter Paula Edwards och henne fick han i äktenskap med  Anne Odekull. I ett senare äktenskap (1961–1972) med Inga Edwards blev han far till Susanna och Andrea Edwards. Hans yngsta dotter Frida Edwards Huge fick han 1975 med Aja Eriksson.
Edwards, som var son till köpmannen Einar Edwards och Brita Jönsson, blev filosofie kandidat vid Uppsala universitet 1951 och filosofie licentiat vid Lunds universitet 1969. Han var redaktör för Paletten 1957–1967 och 1969–1972, konstkritiker i Stockholms-Tidningen 1961–1964 och i Sydsvenska Dagbladet Snällposten 1964–1967, intendent och chef för Lunds konsthall 1967–1969, utredningssekreterare hos stads-/kommunfullmäktige i Göteborg 1969–1972, intendent för Hagahuset i Göteborg 1970–1972, museilektor vid Kulturhuset i Stockholm och Liljevalchs konsthall 1974–1983, chef för Göteborgs stadsteater 1983–1985, professor i den moderna konstens teori och idéhistoria vid Kungliga Konsthögskolan i Stockholm 1985–1989 och chef för Göteborgs konstmuseum 1990–1995.